# Гвендал Биш
Гвендал Биш (фр. Gwendal Bisch; Стразбур, 26. август 1998) елитни је француски скакач у воду. Његова специјалност су појединачни и синхронизовани скокови са даске са висина од једног и три метра, те скокови са торња са десет метара.

## Каријера
Биш је спортску каријеру у скоковима у воду започео као јуниор 2012. године на Европском јунопрском првенству у Аустрији где се такмичио у појединачним скоковима са даске и торња. Током 2015. почео је да се такмичи и у сениорској конкуренцији учествујући на турнирима за светску гран-при серију.
На светским првенствима за сениоре дебитовао је у Квангџуу 2019. где је наступио у три дисциплине. У дисциплини даска 1 метар појединачно заузео је укупно 16. место, у скоковима са даске са 3 метра био је тек 39. у квалификацијама, док је најбољи резултат − 13. место − постигао у синхронизованим скоковима са даске у пару са Алексисом Жандаром.